# メガプロジェクト

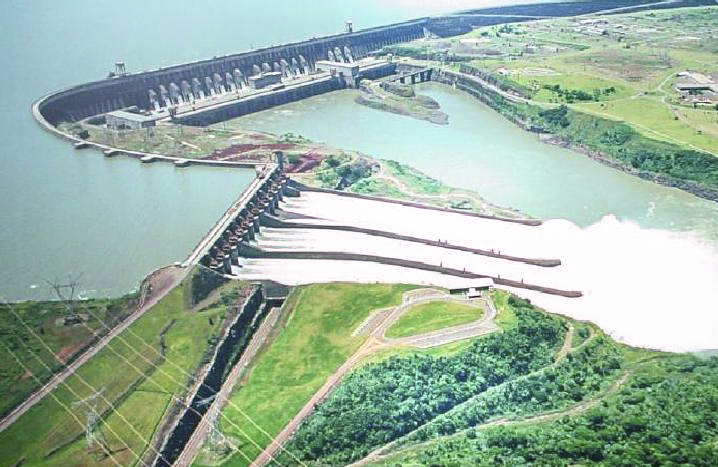
イタイプダム、20世紀のメガプロジェクトの一例

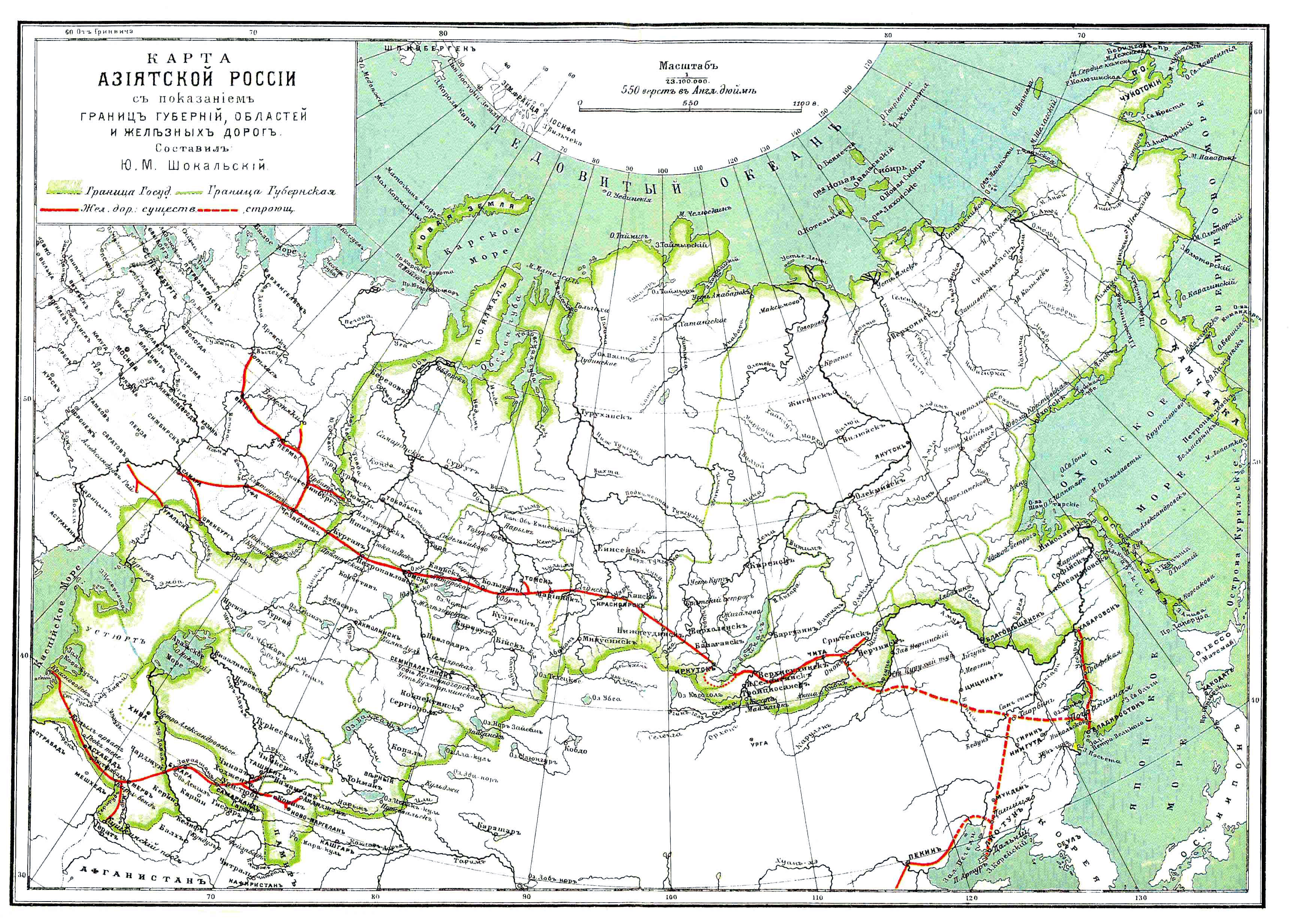
シベリア鉄道のほか1900年のロシア帝国アジア地区の路線が、19世紀の重要なメガプロジェクト

メガプロジェクト（英: megaproject）とは、非常に大規模な投資事業。通常は10億USドル以上で、開発と構築に何年もかかり、複数の公共および民間の利害関係者が関与して、変革をもたらし数百万の人々に影響を及ぼしうる事業を指す。
ただし10億ドルはメガプロジェクトの定義における制約ではなく、発展途上国などではもっと小規模な事業（予算1億ドル程度）がメガプロジェクトとなり得る。したがって、より一般的な定義をするなら「メガプロジェクトとは、大規模な投資実現、大掛かりで複雑（特に組織的観点から）、そして経済、環境、社会への長期的影響、という特徴を有する一時的な事業計画（すなわちプロジェクト）」である。 
オックスフォード大学のベント・フライフヨルグ教授は、世界規模で見るとメガプロジェクトが世界のGDP全体の8%を占めると述べている。メガプロジェクトは建設事業だけを指すのではなく、高度な革新技術と複雑さを有する、多くの先進技術的・社会経済的・組織的課題の影響を受ける、予算数十億にも達しうる廃止事業（例えば、高速道路解体や発電所廃炉など）についても言う。

## バイアス
予算・工期・利益の初期想定に対するパフォーマンスが一貫して乏しいにもかかわらず、ますます多くのメガプロジェクトが提案されているという奇妙なパラドックスが存在するので、楽観バイアスや戦略詐称 (Strategic misrepresentation) をなるべく減らすためにプロジェクト立案段階における熟慮が必要とされる。

## 欠点
メガプロジェクトは組織腐敗の影響を受けることが多く、費用の増加および利益の低下につながる。
欧州の科学技術協力機構COST (European Cooperation in Science and Technology) によると、メガプロジェクトには「極端な複雑さ（技術的側面と人間的側面の双方で）および納入不良の長期記録」という２つの特徴がみられる。メガプロジェクトは、地域社会、環境、予算、関連の高額費用、に及ぼす相当な影響のため、世間から多くの注目を集める。メガプロジェクトはまた、「物理的な、非常に高額な公共物の計画」としても定義できる。

## 例
メガプロジェクトには、経済特区、公共建築物、発電所、ダム、空港、港湾、橋、高速道路、トンネル、鉄道、排水事業、石油および天然ガス事業、航空宇宙産業、軍需産業、情報技術システム、大規模なスポーツ競技大会、このほか近年ではウォーターフロントの再開発なども含まれる。ただし、最も一般的なメガプロジェクトは各種発電事業と大規模な公共交通インフラ事業の分野である。メガプロジェクトには、遺伝学やバイオテクノロジーの世界で大きな進歩となるヒトゲノムの解析など、科学研究インフラにおける大規模かつ費用の掛かる先進事業も含めることができる。
ベント・フライフヨルグによれば「一般的な経験則として、メガプロジェクトは数十億ドル、一大プロジェクト(major project)だと数億ドル、普通のプロジェクトだと数百万-数千万ドルでその規模が測られる」という。

## 根拠
典型的なメガプロジェクトの多くで構築されている論理が、集団的利益 (Collective benefits) である。例えば（料金を支払える）全員のための電気や（車を所有する）全員のための道路アクセスなどで、それらは開拓地を開く手段としても役立つ場合がある。メガプロジェクトは、トップダウンの計画進行や特定地域社会への悪影響などの理由で批判されている。大規模事業は多くの場合、ある集団の人達には有益となる一方で、それ以外の人達には不利益となる。例えば、世界最大の水力発電プロジェクト である中国の三峡ダムでは、農民120万人が移住を迫られた。1970年代、一部西側諸国でおきたハイウェイ反対運動 (Highway revolt) では高速道路建設のために建物を撤去する政府計画に反対する都市部のアクティビストが散見され、彼らはそうした撤去が都市の労働者階級に不当な不利益をもたらして（遠方の）通勤者に有益となる点を根拠に挙げていた。
新種のメガプロジェクトは、その目的において従来モデルに沿わなくなっていると認識されており、全員に何らか（の有益）を提供しているようなウォーターフロントの再開発計画など、非常に柔軟かつ多様性を持ちつつある 。しかし 従来のメガプロジェクト同様、新しいものもまた「社会慣行の多様性を妨害しており、都市の不平等と公民権剥奪を解決するのではなく再生産している」との見解もある。メガプロジェクトの根底論理である集団的利益は多くの場合、ここでは個別化された公益という形に縮小される。

## 経済学
インフラ主導の開発事業 (Infrastructure-based development) を支持する人達は、長期的な経済的利益を生み出すとして大規模プロジェクトへの資金提供を提唱している。一般的に経済を刺激する目的のメガプロジェクトへの投資は、1930年代の経済危機以来よく採用される政策措置となっている。近年の例では、世界金融危機 (2007年-2010年)を乗り越えることを目的とした中国の経済刺激策(en)、欧州連合の刺激策(en)、2009年アメリカ復興・再投資法などがある。
多くの場合メガプロジェクトは期待収益 (expected return) に基づいて資本調達するが、プロジェクトが予算超過や時間超過することも多く、物価などの市場状況は変化することがあるコスト超過の懸念は、計画段階でメガプロジェクトに批判的な人達から表明されることが多い。ベント・フライフヨルグは、説明責任不足とリスク共有メカニズム欠如のため収益の誇張やコストの過小評価や将来の社会的・経済的利益を誇張する要因の存在を指摘している。仮にメガプロジェクトが政治腐敗と関係の深い国で実施された場合、予算超過の可能性と規模が増大することになる。
メガプロジェクトの最も多い課題の1つが十分な資金確保である。アラン・アルトシュラーとデビッド・リュベロフは、長年にわたる計画・承認・実施を通して資源確保のほか、国民の支持を生み出し、批判を緩和させ、衝突を管理するには、創造的かつ政治的に熟練した政治家の指導力が必要であることを発見した。これらメガプロジェクトの立案で直面するその他の課題には、地域社会団体に権限を与える法律や規制、論議となった情報や方法論、不確実性の高さ、近隣や環境への影響回避、そして厄介な問題 (Wicked problem) の解決を試みる事などが含まれる。